# Danese Maineri
Danesio Maineri (... – Roccabianca, luglio 1482) è stato un ingegnere militare italiano.
È noto per aver ristrutturato, secondo le nuove esigenze difensive, le fortificazioni del Ducato di Milano durante la dominazione sforzesca, anche edificandone di nuove e armandole in modo più moderno. Per la sua attività mise a profitto gli studi di balistica e l'esperienza maturata in qualità di bombardiere ducale.

## Biografia
Danesio (Danesius nei documenti in latino, volgarizzato in Danese, Danesio, Danexe o Dainesio; il cognome de Mayneriis è italianizzato de Maineri o Maineri) era figlio di Zuchino o Zucchino.
Il luogo e la data di nascita non sono noti, come nulla si sa dei suoi studi.
Aveva un fratello di nome Donato, anche egli tecnico addetto alle fortificazioni ducali, e niente altro si conosce della sua famiglia. Le prime notizie risalgono al 1452 quando venne menzionato a Cremona. Non si conosce la data esatta di quando entrò a servizio degli Sforza, ma è documentato che vi lavorò per oltre venticinque anni, dal 1457 al 1482.
Nel 1457 figurò tra gli ingegneri che presiedettero alle opere di trasformazione del castello di Pavia e lì comparì ancora nel 1460 a dirigere i lavori e a sistemare il parco.
L'esperienza acquisita in idraulica, che gli consentì di studiare e attuare il modo migliore per utilizzare le acque a scopo difensivo, come via di trasporto e di rifornimento dei materiali edilizi per la costruzione di fortezze, gli permise di assumere, al servizio di Francesco Sforza, la carica di responsabile dello Officium Naviglii Cumarum (Ufficiale del Naviglio di Como) subentrando al padre, deceduto il 25 maggio 1462.
Tra i migliori ingegneri ducali, dal 1462 lavorò al rafforzamento del castello di Montebello, presso Bellinzona, costruendo tra l'altro il rivellino triangolare. Nel 1464 assieme al fratello Donato e a Serafino Gavazzi, sotto la direzione di Bartolomeo Gadio, lavorò nelle fortificazioni di Piacenza. A Sant'Antonino i tre realizzarono il rivellino a pianta circolare, volto verso Genova; nella rocca di Po dovettero ingrossare le quattro torri angolari, rendendole circolari. Sempre nel 1464 gli Sforza assediarono Genova e questo portò il Maineri prima a studiare il modo migliore per disporre le artiglierie per conquistare le fortificazioni che difendevano la città, poi a partecipare in qualità di bombardiere alla espugnazione della fortezza di Castelletto (quartiere residenziale sulle alture che sovrastano il centro storico della città).
Dopo il successo ottenuto in terra ligure, gli Sforza decisero di fornire di bombarde tutte le fortezze ducali. Tre anni più tardi incaricarono quindi Danesio di condurre le armi da Novara a Pavia, trasportandole lungo il Ticino. Sempre nel 1467 i signori di Milano gli affidarono la costruzione di un ponte sul Ticino a Sesto Calende. Con altri ingegneri passò alle dipendenze dell'architetto Bartolomeo Gadio e dall'agosto del 1471 lavorò presso la rocca di Romanengo; quindi si trasferì a Pavia per lavori di adattamento ai locali della cittadella, e successivamente a Soncino, per controllare le fondamenta della rocca. Nello stesso anno cominciò ad operare al castello di Vigevano, da dove si allontanò periodicamente per dirigere i lavori di rinforzo del castello di Novara e della rocca di Imola. A Vigevano si trattenne o almeno si recò più volte; qui vide, apprese e forse sperimentò la tecnica costruttiva dei camminamenti coperti che poi mise in pratica, con delle varianti, nella fortificazione imolese. Nel biennio 1472–1473, dopo aver eseguito i rilievi delle fortificazioni e della rocca di Imola, apportò profonde modifiche ed ammodernamenti, corrispondendo direttamente con Galeazzo Maria Sforza (lettera del 4 aprile), che si era impadronito con l'inganno della città. Nella prima fase dei lavori, non demolì le preesistenze, ma vi costruì attorno, ispessendo i muri portandoli alla forma più consona a resistere ai colpi delle nuove armi da fuoco (bombarde) e edificò due rivellini. Il tutto si concluse a fine maggio.
Grazie alla notevole esperienza acquisita nella tecnica di ingrossare mura e gettare fondazioni di nuove murature difensive, fu inviato una prima volta da Bartolomeo Gadio a Novara alla metà del 1472. Nella città piemontese demolì i muri della cittadella, ultimandoli nei primi mesi del 1473 e successivamente procedette ai lavori previsti per la rocca. All’inizio dell'estate del 1473 tornò a Imola avviando la seconda fase del suo programma, che consistette nell'abbattimento delle torri a metà delle cortine e della torre Portaia. Inoltre fu demolita la parte alta del muro della cinta cittadina nel tratto tra la porta d’Alone e la rocca e costruito uno più largo con camminamento coperto, interrotto a metà da una torre. Sul finire del 1473 si recò a Villanova (frazione di Cassolnovo), nel pavese, per lavori di adeguamento del castello. Nel medesimo anno, con l’ingegnere capo Bartolomeo Gadio, si recò a Soncino per la realizzazione del nuovo impianto fortilizio. A causa dei molteplici impegni in vari cantieri del territorio, tra il 1474 e il 1475 i lavori presso la rocca furono affidati all’ingegnere Benedetto Ferrini e al capomastro Giacomo De Leva.  Nel 1474 fu attivo nell'opera di riparazione delle difese di Genova, ancora una volta insieme, tra gli altri, a Serafino Gavazzi. Nel 1476 su commissione ducale un gruppo di ingegneri militari guidati da Ambrogio Ferrari e da Dainesio progettarono il castello di Galliate, nel Novarese; ma l'improvvisa scomparsa del duca, interruppe i lavori in fase avanzata.
Tra il 1478 e il 1482 partecipò alla progettazione del castello di Sasso Corbaro, nelle vicinanze di Bellinzona, e ai lavori di costruzione che gli furono affidati assieme all’architetto Ferrini e a Maffeo da Como. Nel 1479 fu impegnato nel rafforzamento delle mura di Valenza. L’anno successivo fu pagato per alcuni lavori al Castello di Milano e nel 1481 fu membro di una commissione ducale che doveva decidere in merito alla concessione di un portico, sito in Porta Ticinese, la cui relazione venne poi sottoscritta da Maineri, con Giovanni Solari, Pietro da Lonate e Ambrogio de Bernadigio.
Dai carteggi non risulta se continuò fino all’ultimo a prestare i suoi servigi alla famiglia Sforza come ingegnere militare e bombardiere. È certo invece che fu fino alla morte responsabile dello Officium Navigii Cumarum. Morì in seguito a una ferita alla gamba riportata nel luglio del 1482 durante l’assedio di Roccabianca nel Parmense. Gli storici lo reputano un progettista più abile del Gadio e con maggiore creatività e competenza strategica. Era molto richiesto su tutti i cantieri, sia di fortezze sia di opere più complesse, chiamato qua e là dalle commissioni ricevute dal duca. Difficilmente seguiva di persona i lavori: la sua presenza sui cantieri era brevissima e seguita da rapide ripartenze.